# Arthur Harden
Arthur Harden (n. 12 octombrie 1865, Manchester, Regatul Unit al Marii Britanii și Irlandei – d. 17 iunie 1940, Bourne End⁠(d), Hedsor⁠(d), Anglia, Regatul Unit) a fost un chimist britanic, laureat al Premiului Nobel pentru chimie (1929).